# Liuhe
Liuhe (chiń. 柳河县; pinyin: Liŭhé Xiàn) – powiat w północno-wschodnich Chinach, w prowincji Jilin, w prefekturze miejskiej Tonghua. W 1999 roku liczył 371 634 mieszkańców.